# هارينجتون إيمرسون
هارينجتون إيمرسون (بالإنجليزية: Harrington Emerson)‏ هو مهندس أمريكي، ولد في 2 أغسطس 1853 في ترنتون في الولايات المتحدة، وتوفي في 2 سبتمبر 1931 في نيويورك في الولايات المتحدة.